# مارت‌پخت
مارت‌پخت (به انگلیسی: Martempering) یا مارتمپرینگ یا سریع سرد کردن ناپیوسته که آن را مارکوئنچینگ نیز می نامند شامل مراحل زیر است:
۱- آستنیته کردن فولاد
۲- سریع سرد کردن فولاد در روغن داغ یا نمک مذاب تا دمایی درست بالاتر (و یا درست پایین تر) از دمای شروع تشکیل مارتنزیت (Ms). سریع سرد کردن در این مرحله باید به نحوی انجام گیرد که از تجزیه آستنیت در دماهای بالا جلوگیری شود.
۳- نگه داشتن در محیط یاد شده تا اینکه دمای قطعه در تمام قسمت‌های آن یکنواخت شود. زمان نگهداری در این دما بستگی به موقعیت نمودار TTT و ضخامت قطعه دارد. این زمان معمولاً بین 2 تا 4 دقیقه برای هر میلی‌متر ضخامت است. زمان کمتر برای حالتی است که فولاد در دماهای پایین آستنیته شود، در حالی که زمان بیشتر برای مواردی است که فولاد در دماهای بالا آستنیته شده باشد.
۴- سرد کردن با آهنگی متوسط (معمولا در هوا) به نحوی که سطح و مرکز تقریباً هم‌زمان سرد شده و به مارتنزیت تبدیل شوند.
۵- بازپخت دادن قطعه به منظور افزایش چقرمگی